# Projektivt knippe
Inom matematiken är ett projektivt knippe ett fiberknippe vars fibrer är projektiva rum. Varje vektorknippe över en varietet X ger ett projektivt knippe genom att ta de projektiva rummen av fibrerna, men alla projektiva knippen fås inte på detta sätt: det finns en obstruktion i kohomologigruppen H2(X,O*).